# Nehoiu
Nehoiu est une ville roumaine située dans le județ de Buzău.

## Démographie
Lors du recensement de 2011, 96,31 % de la population se déclarent roumains (0,12 % déclarent une autre appartenance ethnique et 3,55 % ne déclarent pas d'appartenance ethnique).

## Politique
| Parti | Parti                                                 | Sièges |
| ----- | ----------------------------------------------------- | ------ |
|       | Parti social-démocrate (PSD)                          | 10     |
|       | Parti national libéral (PNL)                          | 2      |
|       | Alliance des libéraux et démocrates (ALDE)            | 3      |
|       | Union nationale pour le progrès de la Roumanie (UNPR) | 2      |